# Wereldbeker mountainbike 2011
De Wereldbeker mountainbike 2011 wordt gehouden van maart tot en met augustus 2011. Wielrenners strijden in de disciplines crosscountry, Four-cross en downhill.
Het was dit seizoen voor de 21ste maal dat de wereldbeker door de Internationale Wielerunie (UCI) werd georganiseerd. De manches waren verspreid over Europa, Noord-Amerika en Afrika.
Deze editie was de laatste voor de Four-Cross, na 10 edities zal deze discipline in 2012 geen deel meer uitmaken van de wereldbeker.

## Crosscountry

### Mannen

#### Kalender en podia
| Nr. | Datum      | Locatie          | Eerste           | Tweede           | Derde                | Leider in het klassement |
| --- | ---------- | ---------------- | ---------------- | ---------------- | -------------------- | ------------------------ |
| 1.  | 23/04/2011 | Pietermaritzburg | Nino Schurter    | Julien Absalon   | Jaroslav Kulhavý     | Nino Schurter            |
| 2.  | 22/05/2011 | Dalby Forest     | Jaroslav Kulhavý | Julien Absalon   | Marco Fontana        | Jaroslav Kulhavý         |
| 3.  | 29/05/2011 | Offenburg        | Julien Absalon   | Jaroslav Kulhavý | Maxime Marotte       | Julien Absalon           |
| 4.  | 02/07/2011 | Mt-St-Anne       | Jaroslav Kulhavý | Nino Schurter    | José Antonio Hermida | Jaroslav Kulhavý         |
| 5.  | 09/07/2011 | Windham          | Jaroslav Kulhavý | Nino Schurter    | Christoph Sauser     | Jaroslav Kulhavý         |
| 6.  | 14/08/2011 | Nové Město       | Jaroslav Kulhavý | Nino Schurter    | Julien Absalon       | Jaroslav Kulhavý         |
| 7.  | 20/08/2011 | Val di Sole      | Jaroslav Kulhavý | Nino Schurter    | Florian Vogel        | Jaroslav Kulhavý         |

### Vrouwen

#### Kalender en podia
| Nr. | Datum      | Locatie          | Eerste            | Tweede            | Derde            | Leidster in het klassement |
| --- | ---------- | ---------------- | ----------------- | ----------------- | ---------------- | -------------------------- |
| 1.  | 23/04/2011 | Pietermaritzburg | Ren Chengyuan     | Julie Bresset     | Irina Kalentieva | Ren Chengyuan              |
| 2.  | 22/05/2011 | Dalby Forest     | Julie Bresset     | Annika Langvad    | Sabine Spitz     | Julie Bresset              |
| 3.  | 29/05/2011 | Offenburg        | Julie Bresset     | Catharine Pendrel | Eva Lechner      | Julie Bresset              |
| 4.  | 02/07/2011 | Mt-St-Anne       | Catharine Pendrel | Irina Kalentieva  | Julie Bresset    | Julie Bresset              |
| 5.  | 09/07/2011 | Windham          | Julie Bresset     | Catharine Pendrel | Annika Langvad   | Julie Bresset              |
| 6.  | 14/08/2011 | Nové Město       | Catharine Pendrel | Julie Bresset     | Irina Kalentieva | Julie Bresset              |
| 7.  | 20/08/2011 | Val di Sole      | Catharine Pendrel | Maja Włoszczowska | Gunn-Rita Dahle  | Julie Bresset              |

## Downhill

### Mannen

#### Kalender en podia
| Nr. | Datum      | Locatie          | Eerste       | Tweede | Derde | Leider in het klassement |
| --- | ---------- | ---------------- | ------------ | ------ | ----- | ------------------------ |
| 1.  | 24/04/2011 | Pietermaritzburg | Aaron Gwin   |        |       |                          |
| 2.  | 05/06/2011 | Fort William     | Greg Minnaar |        |       |                          |
| 3.  | 12/06/2011 | Leogang          | Aaron Gwin   |        |       |                          |
| 4.  | 03/07/2011 | Mont-Sainte-Anne | Aaron Gwin   |        |       |                          |
| 5.  | 10/07/2011 | Windham          | Aaron Gwin   |        |       |                          |
| 6.  | 07/08/2011 | La Bresse        | Greg Minnaar |        |       |                          |
| 7.  | 21/08/2011 | Val di Sole      | Aaron Gwin   |        |       | Aaron Gwin               |

#### Eindstand
- Aaron Gwin
- Greg Minnaar
- Gee Atherton

### Vrouwen

#### Kalender en podia
| Nr. | Datum      | Locatie          | Eerste          | Tweede | Derde | Leidster in het klassement |
| --- | ---------- | ---------------- | --------------- | ------ | ----- | -------------------------- |
| 1.  | 24/04/2011 | Pietermaritzburg | Tracy Moseley   |        |       |                            |
| 2.  | 05/06/2011 | Fort William     | Tracy Moseley   |        |       |                            |
| 3.  | 12/06/2011 | Leogang          | Floriane Pugin  |        |       |                            |
| 4.  | 03/07/2011 | Mont-Sainte-Anne | Tracy Moseley   |        |       |                            |
| 5.  | 10/07/2011 | Windham          | Rachel Atherton |        |       |                            |
| 6.  | 07/08/2011 | La Bresse        | Tracy Moseley   |        |       |                            |
| 7.  | 21/08/2011 | Val di Sole      | Myriam Nicole   |        |       | Tracy Moseley              |

#### Eindstand
- Tracy Moseley
- Floriane Pugin
- Rachel Atherton

## 4-Cross

### Mannen

#### Kalender en podia
| Nr. | Datum      | Locatie          | Eerste             | Tweede | Derde | Leider in het klassement |
| --- | ---------- | ---------------- | ------------------ | ------ | ----- | ------------------------ |
| 1.  | 24/04/2011 | Pietermaritzburg | Jared Graves       |        |       |                          |
| 2.  | 05/06/2011 | Fort William     | Roger Rinderknecht |        |       |                          |
| 3.  | 12/06/2011 | Leogang          | Jared Graves       |        |       |                          |
| 4.  | 03/07/2011 | Mont-Sainte-Anne | Jared Graves       |        |       |                          |
| 5.  | 21/08/2011 | Val di Sole      | Tomas Slavik       |        |       |                          |

#### Eindstand
- Jared Graves
- Roger Rinderknecht
- Tomas Slavik

### Vrouwen

#### Kalender en podia
| Nr. | Datum      | Locatie          | Eerste            | Tweede | Derde | Leidster in het klassement |
| --- | ---------- | ---------------- | ----------------- | ------ | ----- | -------------------------- |
| 1.  | 24/04/2011 | Pietermaritzburg | Anneke Beerten    |        |       |                            |
| 2.  | 05/06/2011 | Fort William     | Anneke Beerten    |        |       |                            |
| 3.  | 12/06/2011 | Leogang          | Romana Labounkova |        |       |                            |
| 4.  | 03/07/2011 | Mont-Sainte-Anne | Anneke Beerten    |        |       |                            |
| 5.  | 21/08/2011 | Val di Sole      | Anneke Beerten    |        |       | Anneke Beerten             |

#### Eindstand
- Anneke Beerten
- Melissa Buhl
- Lucia Oetjen